# Mercedes-Benz 7G-DCT
7G-DCT ist die Verkaufsbezeichnung des Siebengang-Doppelkupplungsgetriebes (Dual-Clutch Transmission) der Baureihe 724 der Daimler AG (heute Mercedes-Benz Group) für verschiedene Mercedes-Benz-Pkw mit quer eingebautem Frontmotor und Vorderrad- oder Allradantrieb. Das Getriebe wurde Ende 2011 in der neuen B-Klasse (W 246) eingeführt und ersetzt das im Vorgänger verbaute CVT-Getriebe Autotronic. Das Getriebe wird im Daimler-Werk in Stuttgart-Hedelfingen und seit 2014 auch bei Star Transmission im rumänischen Sebeș produziert. Die Entwicklung fand in Stuttgart-Untertürkheim statt. Im Juni 2016 wurde bereits das einmillionste 7G-DCT-Getriebe produziert.

## Technik
Zu den Entwicklungszielen des 7G-DCT-Getriebes zählten insbesondere die Darstellung eines effizienten Gesamtkonzepts mit hohem Wirkungsgrad, der Einsatz eines modularen Radsatzes, eine kompakte Bauweise und ein niedriges Gesamtgewicht, ein hoher Schaltkomfort sowie die Integration von Zusatzfunktionen wie Stopp-Start-Fähigkeit und einer elektrisch betätigten Parksperre.
Das Getriebe ist standardmäßig für ein Drehmoment von maximal 350 Nm ausgelegt, für die Mercedes-AMG-Fahrzeuge (A 45, CLA 45, GLA 45) gibt es eine verstärkte Variante. Das Getriebe wiegt trocken 81,2 kg (zzgl. ca. 6 Liter Öl).

### Kupplungen & Radsatz
Die äußere der beiden ölgekühlten Lamellenkupplungen ist mit den Gängen 1, 3, 5 und 7 verbunden, die innere Kupplung bedient die Gänge 2, 4, 6 und den Rückwärtsgang. Die Verwendung von Lamellenkupplungen ermöglicht eine Erweiterung der Drehmomentkapazität durch eine Erhöhung der Lamellenanzahl.
Das Grundgetriebe besteht aus den ineinanderlaufenden Eingangswellen (Hohl- und Innenwelle) mit insgesamt fünf Festrädern, wobei die Gänge 4/6 und 5/7 jeweils auf ein Festrad zugreifen, zwei Gangwellen mit den Losrädern, der Synchronisation und den Schaltmuffen sowie einem Differential. Um ein möglichst kompaktes Getriebe zu verwirklichen, wurde zusätzlich zur Doppelbelegung zweier Festräder auf eine eigene Rückwärtsgang-Welle verzichtet. Die Drehrichtungsumkehr wird über eine Verschaltung beider Gangwellen realisiert. Um die Anforderungen verschiedener Motoren besser bedienen zu können, gibt es zwei Varianten des Getriebes: Für kleine Ottomotoren beträgt die Gesamtspreizung 7,142, für größere Ottomotoren und Dieselmotoren 7,990.
Gesamtübersetzung:
|         | Kleine Ottomotoren | Größere Otto- und Dieselmotoren |
| ------- | ------------------ | ------------------------------- |
| 1. Gang | 15,943             | 15,943                          |
| 2. Gang | 10,038             | 10,038                          |
| 3. Gang | 6,927              | 6,359                           |
| 4. Gang | 4,915              | 4,335                           |
| 5. Gang | 3,606              | 3,205                           |
| 6. Gang | 2,771              | 2,501                           |
| 7. Gang | 2,232              | 1,995                           |
| R-Gang  | 12,807             | 13,950                          |

### Ölversorgung
Für eine energieeffiziente Ölversorgung ist das Getriebe mit zwei Ölpumpen ausgestattet: Einer neben den Eingangswellen angeordneten Flügelzellenpumpe, die über einen Rädertrieb angetrieben wird sowie einer separaten elektrisch angetriebenen Zusatzölpumpe (ebenfalls nach dem Flügelzellenprinzip). Die mechanisch angetriebene Pumpe ist für die Grundversorgung des Getriebes zuständig, wobei der Fördervolumenstrom abhängig von der Drehzahl des Verbrennungsmotors ist. Die Zusatzölpumpe wird von der elektronischen Getriebesteuerung bedarfsgerecht zugeschaltet, beispielsweise bei niedrigen Motordrehzahlen oder einem erhöhten Kühlungsbedarf an der Kupplung. Bei stillstehendem Verbrennungsmotor (Start-Stopp-Funktion) wird das Getriebe allein über die elektrische Zusatzölpumpe versorgt und bleibt anfahrbereit.
An das Getriebegehäuse angeflanscht befindet sich ein Kühlmodul bestehend aus Getriebeölwärmetauscher (Stapelscheibenkühler) und einem Druckölfilter. Der Kühlmittelstrom nimmt die Abwärme des erhitzten Getriebeöls auf und gibt diese an den Kühlmittelkreislauf ab. Unterhalb der Getriebesteuerung ist außerdem noch ein Saugölfilter integriert. Das Getriebe besitzt eine Ölwanne aus Metall, welche seitlich vor der elektrischen Getriebesteuerung verbaut ist.

### Steuerung
Das 7G-DCT verfügt über ein vollintegriertes Hydrauliksteuergerät, das mit einem 32-bit-Mikrocontroller mit integriertem Flash-Speicher und RAM bestückt ist. Außerdem umfasst es die Auswerteelektronik der zwölf Sensoren (fünf Positions-, drei Drehzahl- sowie je zwei Druck- und Temperatursensoren), die Endstufen für die Ansteuerung der Magnetventile sowie die Ansteuerung der elektrischen Ölpumpe. Die Sensoren selbst sind ebenfalls vollständig in das Steuergerät integriert.
Zur Ansteuerung der Gangwahl und der Parksperre kommen insgesamt acht Regelmagnetventile und ein Schaltventil zum Einsatz.

## Verwendung
Das 7G-DCT kommt in allen aktuellen Kompaktklasse-Baureihen (New Generation Compact Cars, NGCC) von Mercedes-Benz zum Einsatz. Dies sind die A-Klasse (W 176), die B-Klasse (W 246), der CLA (Baureihe 117) sowie der GLA (X 156). Die Fahrzeuge der NGCC-Fahrzeugarchitektur verfügen über einen quer eingebauten Frontmotor mit Vorderrad- oder Allradantrieb.